# Хаш (мультфильм)
Хаш — короткометражный мультфильм, снятый режиссёром Андреем Соколовым в 2002 году. Фильм участвовал в конкурсной программе Открытого российского фестиваля анимационного кино в Суздале в 2002 году.

## Сюжет
История про волка, трёх поросят и неудавшийся Новый год. Мультфильм является пародией на сказку «Три поросёнка».

## Съёмочная группа
- Сценарист, режиссёр и художник-постановщик — Андрей Соколов
- Художники — Юлия Аулова, Екатерина Бойкова, Степан Бирюков, Александр Циммерман, Елена Филина, Наталия Макарова, Оксана Фомушкина
- Композитор — Юрий Прялкин
- Звукорежиссёр — Вадим Круглов
- Художественный руководитель — Александр Татарский

## Награды
- 2002 — VII Открытый российский фестиваль анимационного кино в Суздале — приз за самое смешное кино[3].
- 2002 — XIII кинофестиваль «Дебют Кинотавр. Короткий метр», Сочи — приз за лучший мультфильм[3][4].